# راؤول بابتيستا
راؤول بابتيستا (29 يوليو 1911 - ) هو لاعب كرة قدم برتغالي في مركز الوسط. لعب مع نادي بنفيكا.